# Necropolis (Le Pouvoir des Cinq)
Pour les articles homonymes, voir Necropolis.
Necropolis (titre original : Necropolis) est le quatrième tome de la série de littérature fantastique Le Pouvoir des Cinq par Anthony Horowitz. Il est sorti en Grande-Bretagne le 30 octobre 2008 puis en France le 4 février 2009 Il est précédé par Nightrise, sorti en 2008, et suivi en 2012 par Oblivion, qui conclut la saga.

## Résumé
Dans ce tome, Scarlett (la dernière des cinq) est enlevée par la société Nightrise. Les Anciens veulent l'utiliser pour attirer les autres Gardiens des Portes (Matt, Pedro, Jamie et Scott) dans le but de les neutraliser . Ce dernier affrontement se déroulera à Hong Kong, renommée Necropolis, la cité des morts où les Anciens auront enfin la possibilité de se dévoiler et déclencher une guerre ... 

## Accueil critique
Dans une critique initialement publiée dans le magazine School Library Journal, Misti Tidman note qu'« Anthony Horowitz parvient parfaitement à intégrer ici les histoires des trois premiers tomes [...]. Un récit plein de suspense qui tiendra certainement en haleine les lecteurs ». De même, dans une critique initialement publiée dans Booklist (en), Stephanie Zvirin observe que « le talent d'Anthony Horowitz pour créer de monstrueux êtres maléfiques ainsi que pour faire monter la tension avec des détails sanglants, des échappatoires passionnants et des séquences de fins très ouvertes, dont la dernière qui présage d'une nouvelle aventure de la série Le Pouvoir des Cinq, est indéniable ».